# Neofungella dalli
Neofungella dalli är en mossdjursart som först beskrevs av Arnold Girard Kluge 1955.  Neofungella dalli ingår i släktet Neofungella och familjen Cerioporidae. Inga underarter finns listade i Catalogue of Life.